# 최석채
최석채(崔錫采, 1917년 11월 21일 ~1991년 4월 11일)는 대한민국의 언론인, 출판인으로 호는 몽향(夢鄕)이다.

## 생애
일본에 유학하여 언론사 기자 등을 지내다가 해방 이후 국내로 돌아와 언론인으로 활동했다. 1948년 대한민국 정부 수립 이후에는 경찰관이 되어 성주·문경·영주 경찰서장 등을 역임하다가 6·25전쟁 중 부산에서 일어난 5·26개헌파동 소식을 듣고 사직서를 제출했다. 1955년 9월 자유당 정권이 정치행사 때마다 학생들을 동원하는 것을 비판하는 「학도를 도구로 이용하지 말라」는 사설을 쓴 것이 필화가 되어 구속되었다. 1955년 9월 3일 최석채는 구속되면서 "언론인으로서 징역살이 하는 것은 조금도 두렵지 않지만, 할 말 못하고 보도의 사명을 다하지 못하는 것이 가장 큰 괴로움이 아닐 수 없다."라고 말하였으나 30일간의 구속기간 끝에  1956년 5월 대법원에서 무죄판결을 받았으나 회사를 떠나야만 했다.
’  조선일보 논설위원으로서  1960년 3월 17일자  「호헌구국운동 이외의 다른 방도는 없다」 3.15 부정선거르 규탄하는 사설을 썻다. 조선일보 논설위원과 주필로 재임하는 동안에는 5·16군사정변 이후 현역군인들 80여 명이 최고회의 건물 마당에서 군사혁명 지지 및 민정참여를 촉구하는 데모를 하자 ‘요즈음에 와서 중고등학생들의 가두행렬이 매일의 다반사처럼 되어있다. 최근 현관의 출영에까지 학생들을 이용하고 도열을 지어 3, 4시간동안이나 귀중한 공부시간을 허비시키고 잔서(殘暑)의 폭양(曝陽)밑에 서게 한 것을 목격하였다. 그 현관(顯官)이 대구시민과 무슨 큰 인연이 있고 또 거시적으로 환영하여야할 대단한 국가의 공적이 있는지는 모르겠으나 수천, 수만 남녀학도들이 면학을 집어치워버리고 한 사람 앞에 10환씩 돈을 내어 수기를 사 가지고 길바닥에 늘어서야 할 아무런 이유를 발견치 못한다.…’라는 내용의  사설 「일부 군인들의 탈선행동에 경고한다」(1963.3.16.)를 1면 제호 바로 옆에 4호활자로 게재하고 「비상사태임시조치법」으로 정치비판이 봉쇄되자 12일간(3.17.∼3.28.) 사설없이 신문을 발행했다. 1971년 12월 「국가보위법」이 국회에서 날치기 통과되자 이에 대해 지지 보도를 하라는 정부의 압력에도 불구하고 주필직을 사임하였다. 조선일보 논설위원으로서 1960년 3월 17일자 3·15부정선거를 규탄한 사설 「호헌구국운동 이외의 다른 방도는 없다」를 써서 화제를 일으켰고 1964년 4월 신문편집인협회 부회장으로서 언론언론윤리위원회법 반대투쟁위원회 실행위원이 되어 "악법을 반대하는 논리"를 펼쳤다.
1991년 4월 심장병으로 자택에서 서거한 몽향 최석채는 2000년 5월 국제언론인협회(IPI)가 창립 50주년을 기념해 선정한 세계언론자유영웅 50인에 선정되어 2004년 11월 고향인 김천시와 각계인사들이 기금을 모아 김천시 대항면 김천직지문화공원에 기념비를 세웠다.

## 학력
- 1940년 3월 일본 주쿄법률학교[中京法律學校] 수료
- 1942년 8월 일본 주오대학[中央大學] 법학부 졸업
- 1977년 2월 경북대학교 명예법학박사학위

## 경력
1936년 일본 보통문관시험에 합격하였다. 
1942년 3월 ~ 1945년 8월 동경에서 발행된 잡지 『호세이[法制]』의 편집기자
1946년 3월~ 대구에서 발행된 잡지 『건국공론』의 편집부장
1946년 7월 경북신문 편집국 차장
1946년 12월 대구에서 창간된 잡지 『부녀일보』의 편집국장
1954년 대구일보 편집국 부국장
1955년 2월 대구매일신문사 편집국장
1955년 5월 대구매일신문사 주필
1959년 10월 조선일보 논설위원 (대표 사설: 1960년 3월 17일자 3·15부정선거를 규탄한 사설 「호헌구국운동 이외의 다른 방도는 없다」)
1960년 9월 경향신문 편집국장
1961년 1월 조선일보 편집국장
1961년 10월 조선일보 논설위원
1965년 조선일보 주필
1964년 4월 신문편집인협회 부회장 
1966년 4월 ~ 1971년 1월 신문편집인협회 제3대 회장
1972년 4월 문화방송사 회장
1974년 5월 ~ 1980년 7월 문화방송사와 경향신문사가 통합되면서 통합법인 회장
5·16장학회 이사장
아시아신문재단 한국위원회 위원장
1981년 4월 ~ 1987년 4월 대구매일신문사 명예회장 (정기 칼럼 「몽향칼럼」) 겸 성곡(省谷)언론문화재단 이사장
1988년 11월 문화방송사 사장

## 수상
- 서거 이후 한국신문편집인협회에서 본적지인 김천시 조마면에 추모비를 건립
- 1952년 화랑무공훈장
- 1971년 대한민국 문화예술상(언론 부문)
- 1977년 금관문화훈장

## 저서
- 《서민의 항장(抗章)(1956)
- 《일제하 명논설집》(1975년)
- 《한국의 신문윤리 등그래도 나는 또 꿈을 꾼다》(공저, 1965 )
- 『속 서민의 항장』(1990)
- 서거 이후 후배에 의해 생전에 쓴 글을 모은 『지성감민(至誠感民)』 출판
- 서거 이후 후배에 의해 추모문집 『낙동강 오리알』을 출판하였다. 출판

## 같이 보기
- 『인물한국언론사』(정진석, 나남출판, 1995)
- 국가보안법